# NGC 3891
NGC 3891 est une vaste galaxie spirale située dans la constellation de la Grande Ourse. NGC 3891 a été découverte par l'astronome germano-britannique William Herschel en 1788.

## Caractéristiques
La classe de luminosité de NGC 3891 est II-III et elle présente une large raie HI. Elle renferme également des régions d'hydrogène ionisé.Selon la base de données Simbad, NGC 3891 est une galaxie LINER, c'est-à-dire une galaxie dont le noyau présente un spectre d'émission caractérisé par de larges raies d'atomes faiblement ionisés.

### Distance
Sa vitesse par rapport au fond diffus cosmologique est de 6 581 ± 20 km/s, ce qui correspond à une distance de Hubble de 97,1 ± 6,8 Mpc (∼317 millions d'al).
À ce jour, une dizaine de mesures non basées sur le décalage vers le rouge (redshift) donnent une distance de 101,320 ± 14,274 Mpc (∼330 millions d'al), ce qui est à l'intérieur des valeurs de la distance de Hubble. 

### Galaxie isolée
NGC 3891 est une galaxie du champ, c'est-à-dire qu'elle n'appartient pas à un amas ou un groupe et qu'elle est donc gravitationnellement isolée. 

## Supernova
La supernova SN 2006or été découverte  dans NGC 3891 le 18 novembre 2006 par l'astronome amateur Tim Puckett et A.Kroes. Cette supernova était de type Ia.